# 拉瓦尔萨尔
拉瓦尔萨尔（Rawalsar），是印度喜马偕尔邦Mandi县的一个城镇。总人口1369（2001年）。

## 人口
该地2001年总人口1369人，其中男性737人，女性632人；0—6岁人口164人，其中男96人，女68人；识字率75.60%，其中男性为78.15%，女性为72.63%。